# Mohamed Bouchouari
Pour les articles homonymes, voir Bouchouari.
Mohamed Bouchouari (en arabe : محمد بوشوري), né le 15 novembre 2000 à Mortsel (Anvers) en Belgique, est un footballeur belge qui joue au poste de défenseur au Rodez AF. Il possède également la nationalité marocaine.

## Biographie

### En club
Mohamed Bouchouari naît dans la banlieue d'Anvers en Belgique au sein d'une famille marocaine. Il commence le football au Beerschot VAC avant de rejoindre le PSV Eindhoven pour deux ans. Il s'engage ensuite au centre de formation du SV Zulte Waregem dans lequel il joue pendant six ans avant de rejoindre le RSC Anderlecht en 2018.
Le 1er juillet 2019, il signe son premier contrat professionnel en s'engageant au F91 Dudelange au Luxembourg. Dans le club luxembourgeois, il porte le no 34 sous la houlette de l'entraîneur Emilio Ferrera. Le 9 juillet, il dispute son premier match en étant titularisé contre le Valletta FC (partage, 2-2) à l'occasion des barrages de Ligue des champions. Rétrogradé en Ligue Europa, il affronte l'APOEL Nicosie et délivre sa première passe décisive sur le but de Dominik Stolz (victoire, 3-4). Il participe à la première victoire du club en Ligue Europa contre le FK Shkëndija (victoire, 1-2). Il termine la saison 2019-2020 à la cinquième place du championnat. Lors de la saison suivante, il est vice-champion du Luxembourg derrière le CS Fola Esch. 
Disputant le début de saison avec l'équipe réserve du RSC Anderlecht en deuxième division belge, il s'engage le 1er septembre 2022 pour une saison au FC Emmen en Eredivisie sous forme de prêt. Il rejoint un effectif entraîné par Dick Lukkien (nl). Le 18 septembre, il dispute son premier match contre le Go Ahead Eagles en entrant en jeu à la 46e minute à la place de Keziah Veendorp (défaite, 2-0). Le 14 octobre, il reçoit sa première titularisation à domicile face au FC Volendam (partage, 1-1). Le 12 novembre, il inscrit son premier but face à l'Ajax Amsterdam grâce à une passe décisive de Lucas Bernadou (nl) (partage, 3-3). Le 15 février 2022, il prolonge son contrat de deux saisons supplémentaires au RSC Anderlecht,. Il termine la saison 2022-2023 à la seizième place du championnat, dispute les play-offs et est relégué en Eerste Divisie, la deuxième division néerlandaise, à la suite d'une défaite contre Almere City FC.
En juillet 2023, il retourne au RSC Anderlecht pour s'entraîner et commencer la saison avec l'équipe réserve. Brian Riemer le titularise pour la rencontre de Coupe de Belgique face à l'Union Saint-Gilloise et joue les dernière minutes d'un second derby face aux Unionistes trois jours plus tard, le 28 janvier 2024, lorsqu'il entre au jeu pour Kristian Arnstad (partage, 2-2). Il passe les trois rencontres suivantes sur le banc avant de disparaître du noyau A. En fin de saison, il quitte le Sporting et signe un contrat jusqu'en 2027 avec le club français de Rodez AF qui évolue en Ligue 2.

### En sélections nationales
Mohamed Bouchouari honore ses premières sélections avec l'équipe de Belgique des moins de 18 ans. Le 9 novembre 2017, il dispute son premier match en étant titularisé par le sélectionneur Wesley Sonck face à l'Irlande (victoire, 3-0) et intègre une génération de footballeurs composée de Loïs Openda, Othman Boussaid ou encore Ewoud Pletinckx. Il reçoit deux autres titularisations en novembre contre la République tchèque (partage, 1-1) et les Pays-Bas (défaite, 1-4) au Pinatar Arena à Murcie en Espagne. Le 22 mars 2018, il reçoit sa dernière sélection contre la Turquie (défaite, 0-2).
En septembre 2018, il joue la première fois avec les moins de 19 ans sous la houlette de Jacky Mathijssen. En septembre et octobre 2018, il est titularisé pour les rencontres amicales face à l'Angleterre (défaite, 1-2) et l'Ouzbékistan (partage, 1-1). Il prend également part aux qualifications de l'Euro des moins de 19 ans en affrontant Malte, le 17 novembre 2018 (partage, 1-1) et en entrant en jeu à la 82e minute contre la France (partage, 2-2).

## Style de jeu
Mohamed Bouchouari est considéré comme un joueur technique, qui n'aime pas dégager le ballon et priorise le beau jeu. Son ancien coéquipier Sabir Bougrine compare son style de jeu à celui de Dani Alves.
Son passage au FC Emmen est marqué par les déclarations de son entraîneur qui cite : « Tout comme Glenn Bijl (ancien défenseur ayant joué dans le club), Mohamed est un latéral avec beaucoup de dynamisme dans son jeu. Il sait défendre et attaquer et a des poumons de cheval. ».

## Statistiques

### En club
| Saison                | Club                  | Championnat           | Championnat | Championnat | Championnat | Coupe(s) nationale(s) | Coupe(s) nationale(s) | Coupe(s) nationale(s) | Compétition(s) continentale(s) | Compétition(s) continentale(s) | Compétition(s) continentale(s) | Compétition(s) continentale(s) | Autres compétitions | Autres compétitions | Autres compétitions | Autres compétitions | Total | Total | Total |
| Saison                | Club                  | Division              | M.          | B.          | P.d.        | M.                    | B.                    | P.d.                  | Comp.                          | M.                             | B.                             | P.d.                           | Comp.               | M.                  | B.                  | P.d.                | M.    | B.    | P.d.  |
| 2019-2020             | F91 Dudelange (prêt)  | Division Nationale    | 11          | 0           | 0           | 1                     | 0                     | 0                     | C1+C3                          | 2+12                           | 0+0                            | 1+2                            | -                   | -                   | -                   | -                   | 26    | 0     | 3     |
| 2022-2023             | FC Emmen (prêt)       | Eredivisie            | 26          | 1           | 1           | 3                     | 0                     | 0                     | -                              | -                              | -                              | -                              | PO                  | 2                   | 0                   | 0                   | 31    | 1     | 1     |
| 2022-2023             | RSCA Futures          | Division 1B           | 3           | 1           | 1           | -                     | -                     | -                     | -                              | -                              | -                              | -                              | PO                  | -                   | -                   | -                   | 3     | 1     | 1     |
| 2023-2024             | RSCA Futures          | Division 1B           | 21          | 1           | 3           | -                     | -                     | -                     | -                              | -                              | -                              | -                              | -                   | -                   | -                   | -                   | 21    | 1     | 3     |
| Sous-total            | Sous-total            | Sous-total            | 24          | 2           | 4           | -                     | -                     | -                     | -                              | -                              | -                              | -                              | -                   | -                   | -                   | -                   | 24    | 2     | 4     |
| 2023-2024             | RSC Anderlecht        | Division 1A           | 1           | 0           | 0           | 1                     | 0                     | 0                     | -                              | -                              | -                              | -                              | PO1                 | -                   | -                   | -                   | 2     | 0     | 0     |
| 2024-2025             | Rodez AF              | Ligue 2               | 33          | 4           | 5           | 1                     | 0                     | 0                     | -                              | -                              | -                              | -                              | -                   | -                   | -                   | -                   | 34    | 4     | 5     |
| 2025-2026             | Rodez AF              | Ligue 2               | 2           | 0           | 0           | -                     | -                     | -                     | -                              | -                              | -                              | -                              | -                   | -                   | -                   | -                   | 2     | 0     | 0     |
| Sous-total            | Sous-total            | Sous-total            | 35          | 4           | 5           | 1                     | 0                     | 0                     | -                              | -                              | -                              | -                              | -                   | -                   | -                   | -                   | 36    | 4     | 5     |
| Total sur la carrière | Total sur la carrière | Total sur la carrière | 97          | 7           | 10          | 6                     | 0                     | 0                     | -                              | 14                             | 0                              | 3                              | -                   | 2                   | 0                   | 0                   | 119   | 7     | 13    |

## Vie privée
Mohamed Bouchouari est le cousin de Benjamin Bouchouari et le neveu de Hakim Bouchouari, tous deux également footballeurs. Il est également le cousin maternel du freestyleur Soufiane Touzani et du footballeur Karim Touzani.